# Molson
Cervecería Molson o Molson-Coors Canada Inc. es la división canadiense de la séptima cervecera más grande del mundo, la Molson Coors Brewing Company. Es la segunda compañía más antigua de Canadá después de la Hudson's Bay Company. La primera cervecería de Molson se encuentra en el Río San Lorenzo en Montreal, donde la familia Molson sigue manteniendo su sede en la actualidad.

## Historia

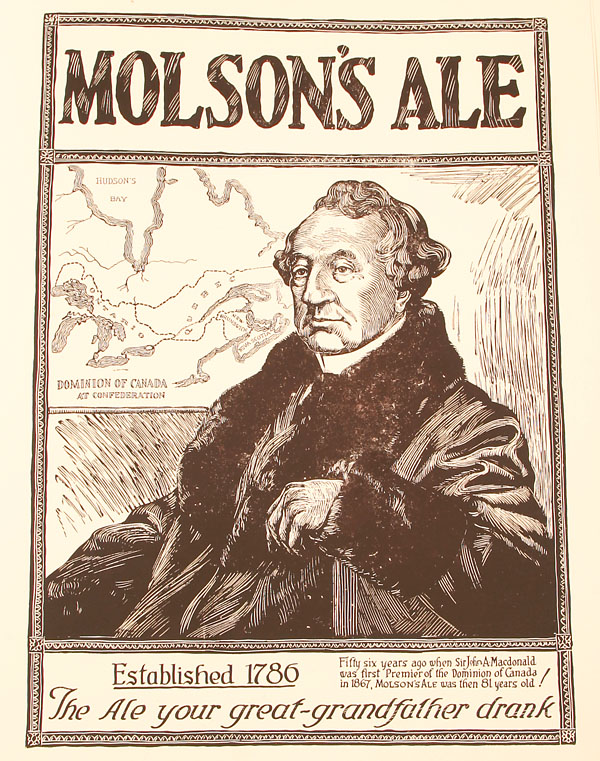
Anuncio 1924; "Cincuenta seis años atrás cuando Sir John A. Macdonald/ fue el primer ministro de Canadá en 1867, MOLSON'S ALE tenía 81 años!"

Fundada en Montreal en 1786, Molson Coors Canada es la cervecería más antigua de América del Norte y continúa produciendo cerveza en cervecería original. La compañía produce y distribuye varias de las marcas más populares de cerveza en Canadá. Las marcas locales Molson Canadian, Molson M, Molson Export, Molson Dry, Molson Excel (cerveza sin alcohol), Old Style Pilsner, Rickard's, Creemore Springs y Granville Island Brewing. A través de asociaciones con otras empresas cerveceras más importantes, Molson Coors Canada también ofrece un portafolio diverso cartera de marcas de cerveza, como Coors Light, Corona, Miller Genuine Draft, Heineken, Foster's Lager y Tiger. Molson da empleo a 3.000 personas en Canadá y opera cinco cervecerías en lugares de todo el país (Vancouver, Toronto, Montreal, Moncton y St. John's), así como la micro-cervecería Creemore en Ontario y Granville Island Brewing en la Columbia Británica. Molson Coors Canada es parte de la Molson Coors Brewing Company.
Fundada por John Molson en Montreal en 1786, y ahora siete generaciones después, es la segunda empresa más antigua de Canadá, después de que la Hudson's Bay Company. En Montreal se encuentra la cervecería más antigua de América del Norte, con las operaciones en curso en el lugar de la cervecería original desde el momento de la fundación. A pesar de que la planta ha sufrido numerosas transformaciones, las bodegas que se utilizaban para almacenar cerveza siguen intactas bajo el edificio actual.
Poco después de su llegada a Montreal en 1782, Molson percibió el potencial de mercado de la cerveza en la entonces colonia británica. Los precios de los vinos, el ron y el oporto subían y una afluencia de inmigrantes ingleses e irlandeses fueron particularmente aficionados a la cerveza. Cuando Molson tuvo la mayoría de edad legal, utilizó el dinero heredado de sus padres para adquirir una pequeña cervecería situada en un edificio de madera a orillas del río San Lorenzo, a las afueras de las murallas de la floreciente ciudad de Montreal.
Molson trabajó duro para perfeccionar el proceso de elaboración de la cerveza. Regresó a Inglaterra para comprar las semillas de cebada de la mejor calidad. A su regreso, le ofreció las semillas de forma gratuita a los agricultores vecinos de Montreal que accedieron a cultivarlas para satisfacer las necesidades de malta de la cervecería. Molson entregó su primera cerveza en 1786, sólo seis semanas después de tomar el timón. Con un precio de cinco centavos de dólar por botella, la cerveza tuvo buenas ventas.
Molson tomó ventaja de muchas oportunidades de negocio de la época. Rápidamente diversificó sus inversiones, abrió un almacén de madera y comenzó la emisión de préstamos a los comerciantes locales de Montreal. En 1816, la empresa familiar comenzó a tomar forma cuando su fundador, John Molson entró en una asociación con sus tres hijos, John Molson Jr., Thomas Molson y William Molson.
Aunque la elaboración de la cerveza resultó ser el campo de actividad más sostenible de Molson, se añadieron otras actividades a lo largo de larga historia de la compañía. Molson fue la primera empresa de poseer y operar una flota de barcos de vapor que se utilizaban para el transporte de personas y mercancías entre Quebec y Ontario. John Molson y sus hijos también fundarón el Molson Bank que posteriormente se fusionó con el Banco de Montreal.
La cervecería Molson amplió considerablemente el alcance de las actividades empresariales en todo el siglo 20. En 1945, la familia decidió transformar la compañía en una empresa pública de responsabilidad limitada. Esto hizo posible la adquisición de una participación en la compañía sin ser miembro de la familia Molson, logrando que la compañía se expandiera y se inaugurara una cervecería en Toronto en 1955. Dos años más tarde, en 1957, la familia adquirió el Forum de Montreal y los Canadiens de Montréal. La empresa siguió desarrollándose y, en 1958, adquirió seis cervecerías que incluyeron cinco establecimientos en el oeste de Canadá, prestando a Molson presencia a nivel nacional. En 1989, la participación de mercado de la compañía se consolidó en Quebec a través de la fusión con Carling O'Keefe. Como resultado Molson, se convirtió en la cervecería más grande de Canadá y la quinta más grande en el mundo.
En 2005, Molson se fusionó con la estadounidense Coors Brewing Company para formar Molson Coors Brewing Company. Esto fue seguido en 2007 con la apertura de una nueva cervecería en Moncton, New Brunswick. Eric Molson, en la sexta generación familiar, se retiró en 2009, sin embargo, sus hijos Andrés y Geoff continúan activos en los asuntos de la empresa como miembros de la junta directiva corporativa.

## Organización
Molson Coors tiene doble sede, con oficinas centrales ubicadas en Denver, Colorado y Montreal, Quebec. La sede de operaciones canadienses se encuentran en Toronto (además de varias cervecerías a través de Canadá). La sede en Reino Unido localizada en Burton upon Trent.
Molson Coors Canada es copropietario de The Beer Store, que opera como una distribuidora y de la cadena minorista, que (protegido por la legislación) tiene una participación de mercado del 85% con respecto del total de las ventas en la industria de cerveza de Ontario. Molson Coors Canada posee el 50% de Brewers Distribution Limited en el oeste de Canadá.
En el año 2000 incursiona en el mercado brasileño al adquirir de Antarctica la marca de cerveza Bavaria, Posteriormente en marzo del 2002 adquiere las Cervecerías Kaiser, integrando en el portafolio de Kaiser la marca Bavaria.
Molson Coors compró la micro-cervecería Creemore Springs, el 22 de abril de 2005.
Las operaciones de Molson Coors en Brasil se vendieron al grupo mexicano FEMSA en 2006.
El 9 de octubre de 2007, SABMiller y Molson Coors acordaron combinar sus operaciones en Estados Unidos, en una empresa conjunta llamada Miller Coors. SABMiller es dueño del 58%, que es para operar en los EE.UU. y Puerto Rico, pero no en Canadá, donde Molson Coors es más fuerte. Molson Coors es dueño de un 42%, pero las partes tienen igual poder de voto.

## Galería

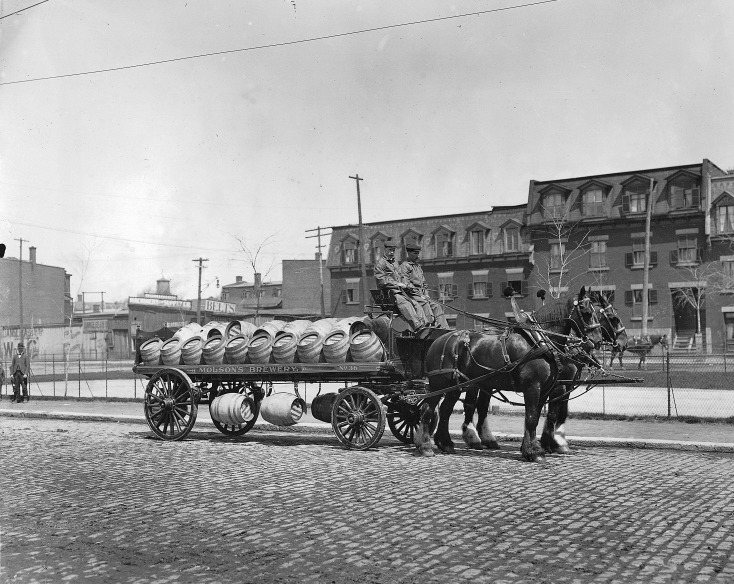
Transporte de cerveza
Etiqueta de botella cerveza Molson Canadian